# Division de Huygens
La division de Huygens est un espace situé à l'intérieur du système des anneaux de la planète Saturne.

## Caractéristiques
La division de Huygens débute à 117 680 km du centre de Saturne et se termine à 122 200 km, entre l'anneau B et la division de Cassini. Elle est causée par résonance avec l'orbite de la lune Mimas et est largement plus vide que la division de Cassini (elle-même moins dense que les anneaux).
La division contient un petit anneau étroit, l'annelet de Huygens.